# Tetrorchidium didymostemon
Tetrorchidium didymostemon är en törelväxtart som först beskrevs av Henri Ernest Baillon, och fick sitt nu gällande namn av Ferdinand Albin Pax och Käthe Hoffmann. Tetrorchidium didymostemon ingår i släktet Tetrorchidium och familjen törelväxter. Inga underarter finns listade i Catalogue of Life.